# Hannover-Linden
Hannover-Linden (niem. Bahnhof Hannover-Linden) – Stacja kolejowa w Hanowerze, w kraju związkowym Dolna Saksonia, w Niemczech. Leży na towarowej linii Güterumgehungsbahn Hannover i linii pasażerskiej Hanower – Altenbeken, które biegną równolegle do siebie. Wschodnia część stacji, będąca pasażerskim przystankiem kolejowym nazywa się Hannover-Linden/Fischerhof. Leży na granicy dwóch dzielnic Linden-Süd i Ricklingen.
Według klasyfikacji Deutsche Bahn ma kategorię 4.
Jest to węzeł komunikacyjny transportu kolejowego (S-Bahn w Hanowerze) i tramwajowego.

## Linie kolejowe
- Hanower – Altenbeken
- Güterumgehungsbahn Hannover – linia towarowa